# Tisagronia luetscheri
Tisagronia luetscheri là một loài bướm đêm trong họ Noctuidae.